# Craspedosis angustipennis
Craspedosis angustipennis är en fjärilsart som beskrevs av Max Joseph Bastelberger 1908. Craspedosis angustipennis ingår i släktet Craspedosis och familjen mätare. Inga underarter finns listade i Catalogue of Life.